# (2819) Ensor
Pour les articles homonymes, voir Ensor (homonymie).
(2819) Ensor est un astéroïde découvert le 20 octobre 1933 à l'observatoire royal de Belgique à Uccle par l'astronome belge Eugène Delporte.
Il doit son nom au peintre belge James Ensor (1860-1949). Sa désignation provisoire était 1933 UR.